# Acanthoxyla
Acanthoxyla is een geslacht van Phasmatodea uit de familie Phasmatidae. De wetenschappelijke naam van dit geslacht is voor het eerst geldig gepubliceerd in 1944 door Uvarov.

## Soorten
Het geslacht Acanthoxyla omvat de volgende soorten:
- Acanthoxyla fasciata (Hutton, 1899)
- Acanthoxyla geisovii (Kaup, 1866)
- Acanthoxyla huttoni Salmon, 1955
- Acanthoxyla inermis Salmon, 1955
- Acanthoxyla intermedia Salmon, 1955
- Acanthoxyla prasina (Westwood, 1859)
- Acanthoxyla speciosa Salmon, 1955
- Acanthoxyla suteri (Hutton, 1899)